# Eyre Sealy
Eyre Sealy (...) è un allenatore di calcio barbadiano.

## Carriera
Ha allenato due volte la Nazionale del suo Paese, tra il 1998 e il 2000 e tra il 2007 e il 2008.